# 533 (numero)
Cinquecentotrentatré (533) è il numero naturale dopo il 532 e prima del 534.

## Proprietà matematiche
- È un numero dispari.
- È un numero composto con 4 divisori: 1, 13, 41 e 533. Poiché la somma dei suoi divisori (escluso se stesso) è 55 < 533, è un numero difettivo.
- È un numero semiprimo.
- È un numero omirpimes.
- È un numero nontotiente in quanto dispari e diverso da 1.
- È un numero palindromo e un numero ondulante nel sistema posizionale a base 19 (191).
- È un numero malvagio.
- È un numero congruente.
- È un numero intero privo di quadrati.
- È parte delle terne pitagoriche (92, 525, 533), (117, 520, 533), (205, 492, 533), (308, 435, 533), (533, 756, 925), (533, 3444, 3485), (533, 10920, 10933), (533, 142044, 142045).

## Astronomia
- 533 Sara è un asteroide della fascia principale del sistema solare.
- NGC 533 è una galassia ellittica della costellazione della Balena.

## Astronautica
- Cosmos 533 è un satellite artificiale russo.